# Lampetra aepyptera
Petite lamproie de ruisseau
Espèce
Statut de conservation UICN

 LC  : Préoccupation mineure
Lampetra aepyptera, la Petite lamproie de ruisseau, est une espèce de lamproies américaines non parasitaires de la famille des Petromyzontidae.

## Distribution et habitat
Lampetra aepyptera est une espèce d'eau douce qui se rencontre aux États-Unis. Elle est présente dans les lacs et ruisseaux au courant d'eau relativement lent du bassin versant du Mississippi mais peut être trouvée plus rarement le long de la côte de l’Atlantique.
Des observations ont été documentées dans le fleuve d'Ohio (Portland, Ohio, États-Unis) ainsi que dans le Blue Springs Creek au Tennessee.
Milieu de vie : température modérée entre 4 °C et 19 °C.

## Description
Les agnathes ne sont pas considérés comme des poissons (ne possèdent pas de mâchoires mais une ventouse, pas d'écailles, ni nageoires paires, ni de colonne vertébrale osseuse).
Comme dans les autres espèces de lamproies, l'alevin présente un régime zooplanctonique, mais Lampetra aepyptera n'est pas un ectoparasite au stade adulte, une caractéristique rare chez les lamproies.
Cette espèce peut être différencié d'autres lamproies par la nageoire dorsale qui est profondément cranté apparaissant comme deux nageoires dorsales contiguës. Le disque oral est plus étroit que la tête et avec des dents extrêmement dégénérées. Pas de couleur noire sur les pores latéraux.
Coloration :  brun clair à gris argenté sur la face dorsale, jaune ou blanc en-dessous ; nageoires jaunes ou grises
Leur reproduction est dioïque.
Les adultes mesurent généralement entre 75 et 178 mm de longueur.
La position taxonomique de cette espèce est toujours incertaine à cause de sa morphologie des dents. Elle est provisoirement placée dans le genre Lampetra mais d’autres études futures pourraient montrer qu’elle devrait être placé de manière plus appropriée dans le genre Okkelbergia Creaser & Hubbs, 1922. C’est la seule espèce du genre qui possède à la fois des dents exolatérales et postéliales.

## Systématique
Le nom valide complet (avec auteur) de ce taxon est Lampetra aepyptera (Abbott, 1860).
L'espèce a été initialement classée dans le genre Ammocoetes sous le protonyme Ammocoetes aepyptera Abbott, 1860,.
Ce taxon porte en français le nom vernaculaire ou normalisé suivant : Petite lamproie de ruisseau,.
Lampetra aepyptera a pour synonymes :
- Ammocoetes aepyptera Abbott, 1860
- Lampetra meridionale (Vladykov, Kott & Pharand-Coad, 1975)
- Lethenteron meridionale Vladykov, Kott & Pharand-Coad, 1975

## Étymologie
L'épithète spécifique, aepyptera, est la combinaison de dérive de 'aepy' qui dérive grec ancien αἰπύς, aipýs, « haut et rigide », et de ptera, du grec ancien πτερωτό, pterōtós, « aile, ailette », et fait référence aux nageoires dorsales des mâles agrandies durant la période de reproduction.

## Publication originale
- (en) Charles C. Abbott, « Descriptions of new species of American Fresh-water Fishes », Proceedings of the Academy of Natural Sciences of Philadelphia, Philadelphie, Académie des sciences naturelles de Philadelphie, vol. 12,‎ 28 août 1860, p. 325-328 (ISSN 0097-3157 et 1938-5293, OCLC 1382862, lire en ligne).